# Conrad Gasser
Conrad Gasser (* 19. September 1912 in Chur; † 2. August 1982 in Zürich) war ein Schweizer Kinderarzt und Hämatologe.

## Leben
Der Sohn von Eduard und Lydia Gasser (geb. Ribetti) graduierte 1937 an der medizinischen Schule in Zürich. Seine Karriere als Kinderarzt begann er 1941 als Assistent von Guido Fanconi, der das Kinderspital Zürich leitete. Er habilitierte sich mit der Arbeit Die hämolytischen Syndrome im Kindesalter. Als Fanconi in den Ruhestand ging, war damit, den akademischen Gepflogenheiten der Zeit und des Landes entsprechend, auch der Rückzug seines Oberarztes Gasser aus diesem Krankenhaus verbunden. Gasser eröffnete eine private Praxis und widmete sich der Behandlung der Leukämie bei Kindern.
Conrad Gasser war 1955 einer der Erstbeschreiber des nach ihm auch als Gasser-Syndrom bezeichneten Hämolytisch-urämischen Syndroms.
Seit 1977 ist er Ehrenmitglied der Deutschen Gesellschaft für Hämatologie und Medizinische Onkologie.
Um 1981 wurde er zum korrespondierenden Mitglied der Finnischen Pädiatrischen Gesellschaft ernannt und gleichzeitig zum Fellow of the International College of Pediatrics gewählt.

## Schriften
- Ergebnisse der Pneumokokkentypisierung. S. Karger, Zürich / Basel 1938.
- Die hämolytischen Syndrome im Kindesalter. Thieme, Stuttgart 1951.
- mit Guido Fanconi und Walter H. Hitzig: Leukämie und leukämoide Reaktionen im Kindesalter. In: Handbuch der gesamten Hämatologie, Band 4.
- Akute Erythroblastopenie sowie hämolytisch-urämisches Syndrom.
- Die haniolytischen Syndrome im Kindesalter.
- Langdauernde Remissionen akuter Leukämien im Kindesalter. In: Medizinische Klinik, Vol. 50, 1964, S. 385–393.
- Kurzdemonstration: Mißbildungen nach Röteln in graviditate oder nach fötaler Toxoplasmose? Demonstration eines 9 Monate alten Säuglings.
- Zur Technik der Exchange-Transfusion beim Neugeborenen. 1949.